# 뢴산맥

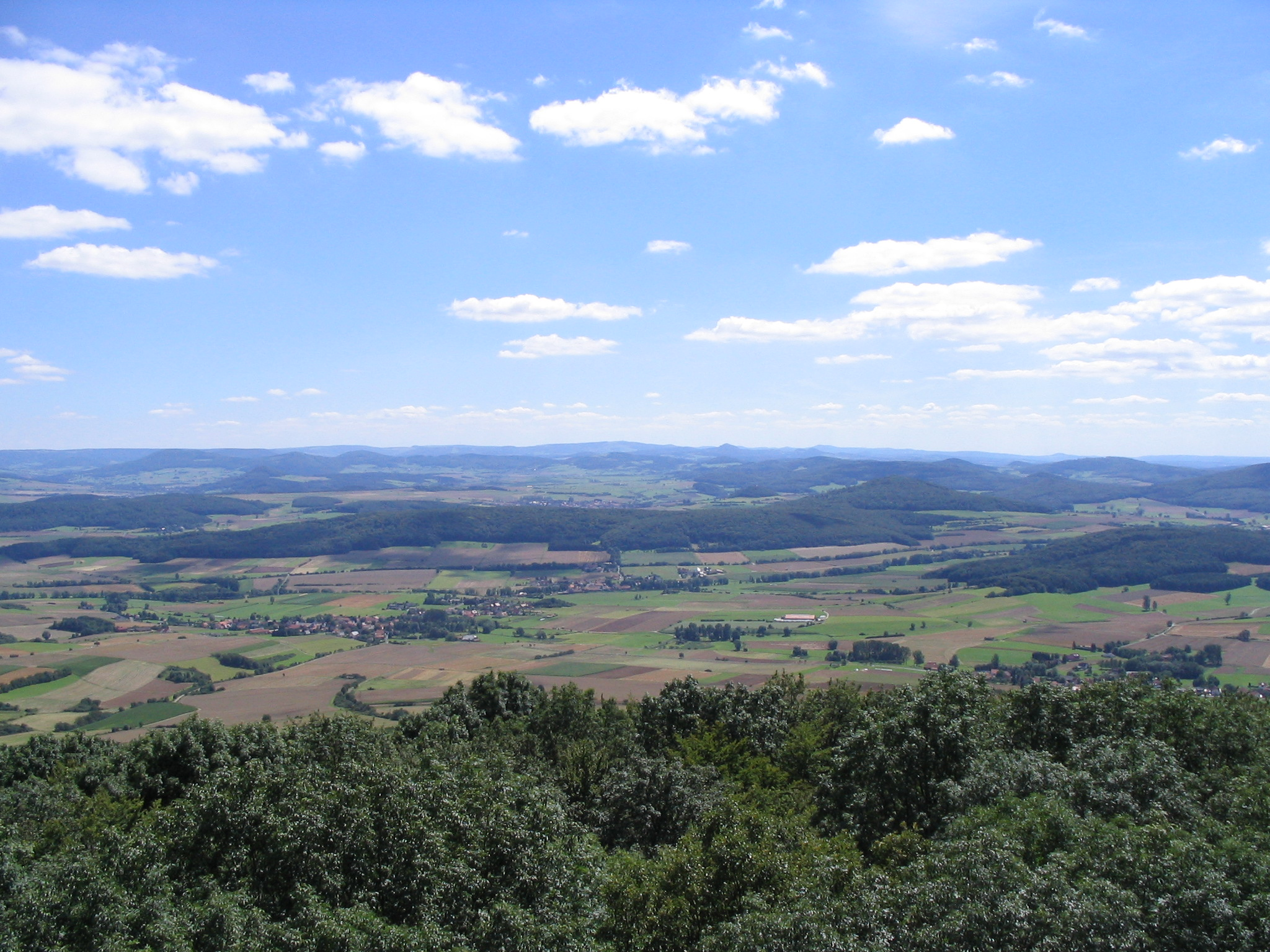
조이스베르크산(Soisberg)에서 본 뢴산맥의 모습

뢴산맥(독일어: Rhön)은 독일 헤센주, 바이에른주, 튀링겐주의 경계 지점에 위치한 산맥으로 면적은 1,860km2, 길이는 70km이다.
고대에 일어난 부분적인 화산 활동을 통해 형성된 산맥으로서 풀다강을 사이에 두고 포겔스베르크산맥과 떨어져 있다. 산맥에서 가장 높은 봉우리는 바서쿠페봉(Wasserkuppe)으로 높이는 950m이다.